# António de Sommer Champalimaud
António de Sommer Champalimaud (19 mars 1918 à Lapa - 8 mai 2004 à Lapa) était un banquier et industriel portugais qui, en 2004, était l'homme le plus riche du Portugal avec 2,5 milliards d'euros selon le magazine Forbes.

## Biographie
Le père d'António de Sommer Champalimaud était médecin militaire et entrepreneur, grand propriétaire dans la région de Douro et producteur de vin de Porto au "chateau de Quinta do Cotto ,. Il suit son éducation à l'école des jésuites. À 19 ans, il reprend la société de construction familiale. À 24 ans, il devient le gestionnaire de la cimenterie Cimentos de Leiria (la société de son oncle, l'industriel Henrique de Araújo de Sommer), dont il prend la présidence deux ans plus tard. Puis à 27 ans, il rachète au Mozambique la cimenterie Cimentos de la Matola, puis la cimenterie de Lobito en Angola. Quelques années plus tard, il rachète au Portugal la Fábrica de Cemento. Son groupe devient le deuxième employeur du pays,.
À 41 ans, il inaugure le plus grand four au monde, après avoir investi la sidérurgie avec la société Siderurgia Nacional. Il souhaite investir dans les assurances pour couvrir ses entreprises, et rachète Confianza, ainsi que la banque Banco Pinto & Sotto Mayor en 1960. La banque multiplie par 10 son chiffre opérationnel en 10 ans, et est la première banque du pays à introduire le paiement par carte bancaire. En 1968, la compagnie d'assurance Mundial compte également parmi les actifs de son groupe,.
António de Sommer Champalimaud a fait fortune sous le régime de António de Oliveira Salazar, dans l'assurance, les activités bancaires, les ciments et diverses industries, se diversifiant avec des intérêts au Mozambique. Ses entreprises ont été nationalisées après la révolution des Œillets de 1974.
Après avoir vécu en exil au Brésil pendant sept ans, il est retourné au Portugal. En 1992, sa compagnie d'assurances Mundial Confiança est privatisée, ce qui rapporte 59 millions de dollars à António de Sommer Champalimaud. En 1999, il annonce revendre l'ensemble de son groupe (Mundial Confiança, les banques BPSM and Banco Totta & Açores, la banque d'investissement Banco Chemical Finance, et l'institut de crédit Crédito Predial Portugués) au groupe bancaire espagnol Santander, ceci malgré son engagement envers le parti socialiste portugais. Des enquêtes révèlent cependant que son groupe est détenu par des sociétés écran en Irlande et en Uruguay. Le deal est annulé, mais après l'intervention de l'Union européenne, il est autorisé à vendre BPSM and Banco Totta & Açores à Santander.
Sur le marché de l'art, Antonio de Sommer Champalimaud était aussi un collectionneur de renom.
Il décède le 8 mai 2004. Dans son testament, António de Sommer Champalimaud exprime le souhait de dédier sa fortune à la création d'un projet de recherche dans la biomédecine, ce qui a mené à la création de la fondation Champalimaud.

## Prix et honneurs
- Croix Suprême de l'Ordre du Mérite agricole, commercial et industriel[4]
- Grand-croix de l'ordre du Mérite du Portugal